# Макеєва Ольга Олександрівна
Ольга Олександрівна Маке́єва (рос. Макеева Ольга Александровна, нар. 21 січня 1974) — проросійська політик-колаборантка, голова «Народної ради» самопроголошеної маріонеткової «Донецької Народної Республіки» (спікерка псевдопарламенту «ДНР»).

## Біографія
Ольга Макеєва народилася в 1974 році в Донецьку, закінчила Педагогічну школу, у 2002 році закінчила Донецький національний університет за спеціальністю «Правознавство». До війни вона займала посаду керівниці юридичної служби в різних комерційних організаціях, пізніше ж посада була проведена державною авіакомпанією Донбасаеро.
Є випускницею економіко-правового факультету Донецького національного університету (2002 рік, спеціальність — юриспруденція).
У 2017 році закінчила магістерську програму «Політичний менеджмент» у Донецькій академії управління та державної служби при главі ДНР.
Є аспіранткою Донецької академії управління та державної служби при главі ДНР.
До 2014 року — керівниця юридичної служби в низці комерційних організацій.
У Народній Раді ДНР обіймала посаду голови комітету з конституційного законодавства і державного будівництва.
Із 10 жовтня 2015 року до 6 травня 2022 року — віцеспікерка Народної Ради ДНР.
З 14 вересня до 19 листопада 2018 року — виконувачка обов'язків голови Народної ради ДНР.
6 травня 2022 року указом глави ДНР Дениса Пушиліна призначена на посаду надзвичайного і повноважного посла ДНР у Росії.

## Санкції
З 8 квітня 2022 року перебуває під санкціями всіх країн Європейського союзу.
З 27 травня 2022 року перебуває під санкціями Великої Британії.
З 26 квітня 2022 року перебуває під санкціями Канади.
З 13 квітня 2022 року перебуває під санкціями Швейцарії.
З 26 лютого 2022 року перебуває під санкціями Японії.
Указом президента України Володимира Зеленського від 19 жовтня 2022 року перебуває під санкціями України.

## Сім'я
Одружена. Має дочку.